# Serben im deutschsprachigen Raum

Zivile Flagge der Serben

In der deutschsprachigen Diaspora leben viele Menschen mit serbischen Wurzeln.

## Geschichte
Die erste Migration der Serben in der deutschsprachigen Diaspora beginnt Mitte des 19. Jahrhunderts. Vor und während des Ersten Weltkriegs studierten einige Serben an Universitäten in Deutschland, Österreich und der Schweiz.
Die zweite Migrationswelle der Serben erfolgte nach dem Staatsstreich durch Alexander I. Am 6. Januar 1929 suspendierte er die Verfassung von 1921, löste das Parlament auf und proklamierte die Königsdiktatur. In der Zwischenkriegszeit flohen viele Serben, wie auch Kroaten und Slowenen, welche unterdrückt wurden oder sich in einer wirtschaftlich aussichtslosen Situation befanden, in den Westen.
In der zweiten Hälfte des 20. Jahrhunderts gingen zahlreiche Serben größtenteils aufgrund schwieriger wirtschaftlicher Lebensverhältnisse als Gastarbeiter nach Westeuropa (vor allem nach Deutschland, Österreich und in die Schweiz).  Hinzu kamen auch einige Emigranten, die Jugoslawien aus politischen Gründen verließen. Diese Migration ermöglichte dem damaligen kommunistischen Jugoslawien eine Senkung der Arbeitslosigkeit und schuf gleichzeitig durch die Überweisungen der Emigranten an ihre Familien enorme Deviseneinnahmen. Zunächst war nicht vorgesehen, dass die Arbeiter dauerhaft in den Ländern bleiben. Inzwischen sind Frauen und Kinder nachgezogen, teilweise leben Serben hier schon in der dritten oder vierten Generation.

### Jugoslawienkriege und Flucht aus der Heimat
Die letzte Auswanderungswelle kam mit dem Zerfall Jugoslawiens (1991–1995), als Serben das Land wegen der neu aufgebrochenen ethnischen Konflikte, dem Bürgerkrieg, aber auch aufgrund der katastrophalen wirtschaftlichen Situation verließen. Während des Bosnienkrieges (1992–1995), Kroatienkrieges (1991–1995) und des Kosovokrieges (1998–1999) sind auch Serben vor dem Krieg geflüchtet.

### Serben in Deutschland
Die ersten Serben, die in Deutschland leben, zog es in den 1960er und 1970er Jahren als arbeitssuchende Immigranten oder Gastarbeiter aus Jugoslawien hierher. Die meisten Serben kamen nach Deutschland als Flüchtlinge während der Jugoslawienkriege (von 1991 bis 2001). Für das Jahr 2014 hat das Statistische Bundesamt die Zahl von 220.908 Staatsangehörigen in Deutschland herausgegeben. Es leben aber deutlich mehr Serben in Deutschland. Die größten serbischen Gemeinden gibt es in Stuttgart und München.

### Serben in Österreich
Die ersten Serben siedelten sich in Wien schon zur Kaiserzeit an, so etwa im 18. Jahrhundert in Magdalenengrund. In größerer Zahl wanderten Serben in den 1960er, 1970er und 1980er Jahren als sogenannte Gastarbeiter ein. Die meisten Serben kamen aber, als die Jugoslawienkriege (1991–2001) begannen. Serben in Österreich bilden den Teil der serbischen Diaspora in Österreich und gelten neben den Deutschen als die größte Migrantengruppe des Landes. Die genaue Zahl der ethnischen Serben in Österreich ist nicht bekannt, da in den Volkszählungen nur nach Staatsangehörigkeit und Muttersprache gefragt wird und nicht nach ethnischer Zugehörigkeit. Nach der österreichischen Volkszählung im Jahre 2001 besaßen damals 177.320 Menschen die serbische Staatsangehörigkeit. Die wichtigsten Städte der Serben in Österreich sind Wien, Graz, Salzburg und Feldkirch.

### Serben in der Schweiz
Die erste große Auswandererwelle kam aufgrund des Bedarfs an Gastarbeitern in den 1960er bis 1980er Jahren, die zweite folgte mit dem Zerfall Jugoslawiens 1991 und den darauf folgenden Krisen. In der Schweiz wurden bis anhin keine Statistiken erhoben, wie viele Personen ethnische Serben sind und woher sie stammen. Auf Basis der Volkszählung gibt es 103'350 Personen mit der serbischen Staatsangehörigkeit. Die wichtigsten Zentren der Serben in der Schweiz sind Zürich, Winterthur, St. Gallen und Luzern.

## Religion
Die Serben sind hauptsächlich Serbisch-Orthodox.

## Bekannte Serben im deutschsprachigen Raum
- Dušan Vasiljević (* 1982), Fußballspieler
- Dejan Ilic (* 1957), Naturwissenschaftler und Manager
- Anica Dobra (* 1963), Schauspielerin
- Andrej Ćilerdžić (* 1961), Bischof der serbisch-orthodoxen Diözese Österreich-Schweiz-Italien
- Gojko Mitić (* 1940), Schauspieler und Regisseur
- Milena Preradovic (* 1962), Journalistin und Moderatorin
- Mladen Krstajić (* 1974), Fußballspieler
- Svetislav Pešić (* 1949), Basketballtrainer und ehemaliger -spieler
- Nikola Sarić (* 1985), Maler
- Alen Stevanović (* 1991), Fußballspieler
- Dušan Đurić (* 1984), Fußballspieler
- Ivan Ergić (* 1981), Fußballspieler
- Ana Ivanović (* 1987), Tennisspielerin
- Zdravko Kuzmanović (* 1987), Fußballspieler
- Mileva Marić (1875–1948), Physikerin
- Svetozar Marković (1846–1875), Publizist, Politiker und erster serbischer Sozialist
- Veroljub Salatić (* 1985), Fußballspieler
- Svaba Ortak (* 1992), Rapper und Hip-Hop-Musiker